# Henschel Hs 217
O Henschel Hs 217 foi um foguete ar-ar usado pela Luftwaffe. Teria sido usado pela aeronave protótipo Bachem Ba 349 Natter, que decolaria verticalmente e dispararia uma salva de 24 foguetes deste tipo contra formações de bombardeiros inimigos.